# Kraftstofftank

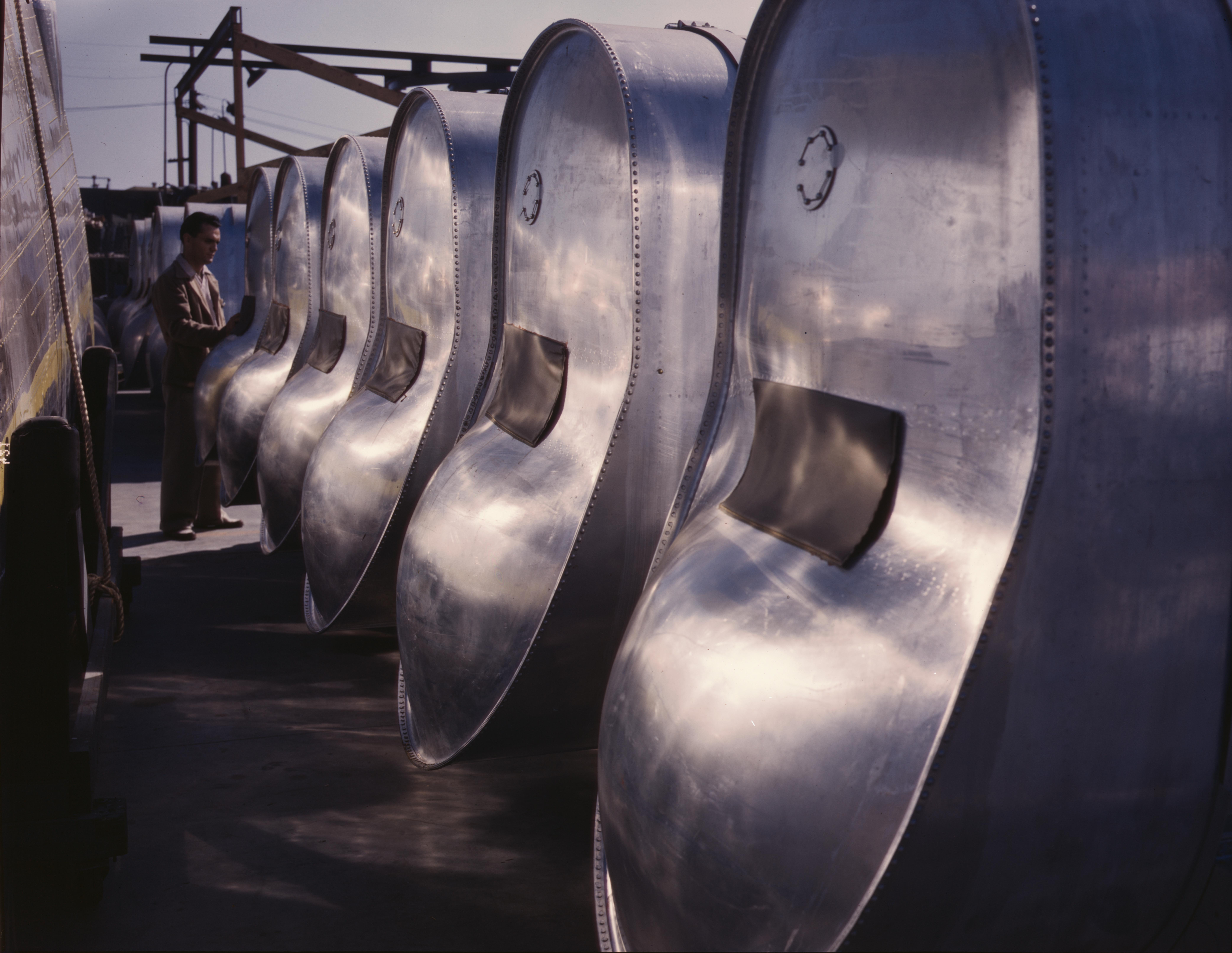
Benzintank für B-25-Bomber

Der Kraftstofftank ist ein Behälter, in dem Kraftstoff – zum Beispiel Gas, Benzin oder Diesel – zum Betrieb eines Verbrennungsmotors gelagert wird. Im Gegensatz zu einem Lagerbehälter ist der Tank mit einer Maschine oder einem Brenner verbunden.
Auf einem Schiff werden Kraftstofftanks „Bunker“ genannt – ein Begriff, der noch aus der Zeit der Dampfschiffe mit Steinkohle als Energieträger stammt.

## Automobil

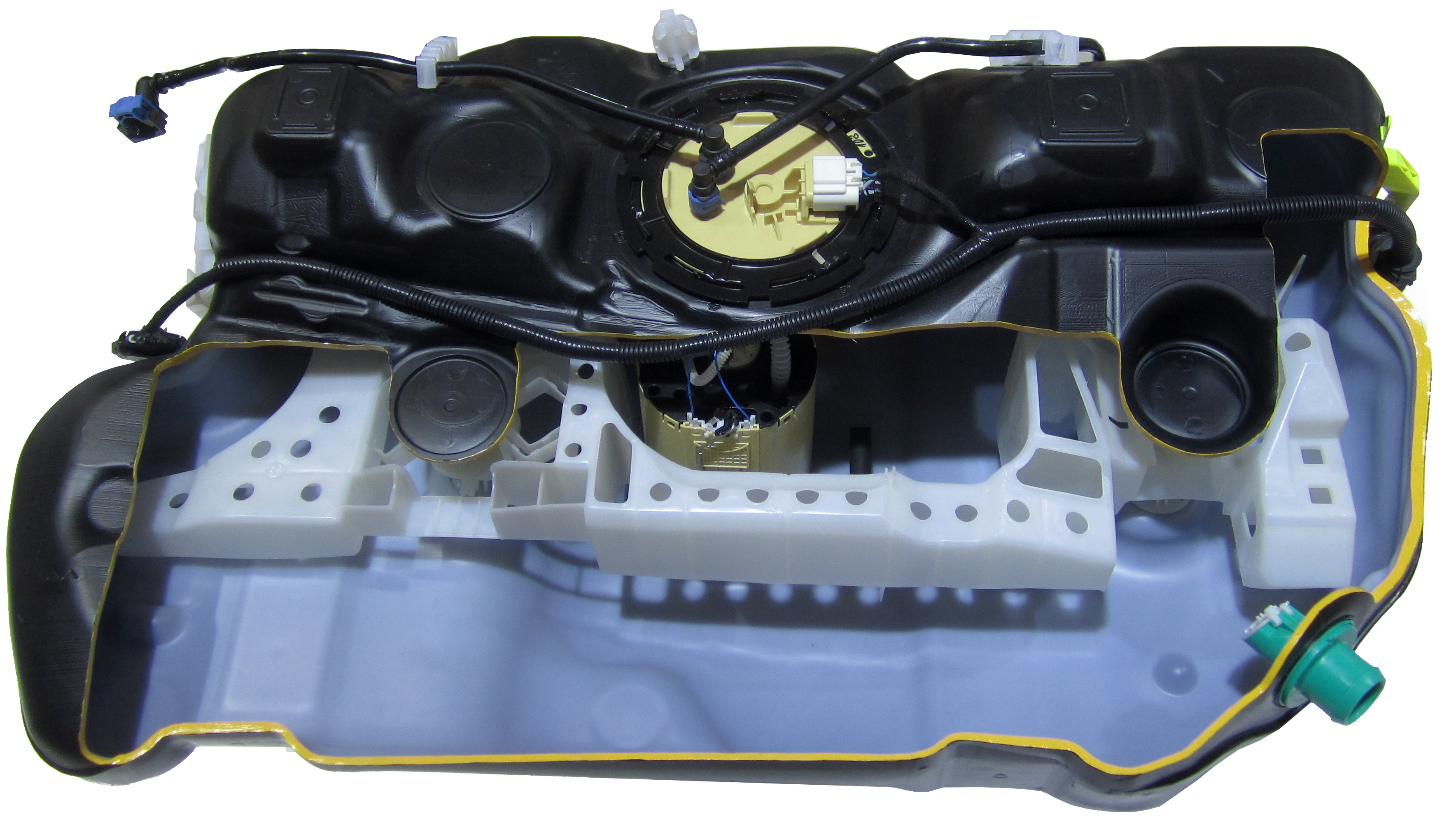
Kraftstofftank aus Kunststoff als Schnittmodell, gut sichtbar ist der zweischichtige Aufbau des Tanks, außen (schwarz) auf Lichtbeständigkeit, innen (naturfarben) auf Gasdichtigkeit optimiert

Bis in die 1970er Jahre waren Tanks oft hinter der Hinterachse im oder unter dem Kofferraum untergebracht. Es gab auch Tanks vor dem Armaturenbrett im Motorraum, dann brauchte das Fahrzeug keine Treibstoffpumpe. Aus Sicherheitsgründen befindet sich der Kraftstofftank bei modernen Automobilen in der Regel über der Hinterachse oder vor ihr unter den Rücksitzen. Er kann aus Aluminium, Stahl oder Kunststoff hergestellt sein. Kraftstofftanks aus Kunststoff wurden mit dem VW Passat erstmalig im Großserienbau von Pkw hergestellt. Sie korrodieren nicht und können fertigungsbedingt besser der Form des Fahrzeugbodens angepasst werden. Auch mit hochentwickelten Stählen können komplexe Geometrien erreicht werden. Als Kunststoff wird ein Thermoplast, mit Ruß eingefärbtes HDPE (High Density Polyethylen), verwendet. Die schwarze Einfärbung macht das HDPE beständiger gegenüber Sonnenlicht, weitere Innenlagen dienen als Barriereschicht für den Tankinhalt. Wichtig bei Kunststofftanks ist eine merkliche Leitfähigkeit für elektrischen Strom, um Funken zu vermeiden die sonst durch elektrostatische Entladung entstehen könnten.
LKW-Tanks baut man oft aus Aluminiumlegierungen, um Gewicht zu sparen.
Bei Gasfahrzeugen werden abhängig von der Gasart (Autogas- oder Erdgasfahrzeug) stählerne oder Faserverbundwerkstoff-Tanks verwendet. Sie müssen dem Druck des komprimierten und verflüssigten Kraftstoffs standhalten.

## Herstellverfahren Kunststoffkraftstoffbehälter (KKB)
Kunststoffkraftstoffbehälter werden in Extrusionsblasformen hergestellt. In Kleinserien, z. B. bei Motorradtanks, kann auch das Rotationsschmelzverfahren zum Einsatz kommen.
Nach der Entnahme aus dem Werkzeug wird der Rohling des KKB („Blase“) in eine Kalibrieranlage gelegt. Es stehen verschiedene Methoden zur Kalibrierung der KKBs zur Verfügung. Diese sind im Einzelnen:
- Wasserbadkalibrierung: Aufnahme in einem Kalibrierkorb mit einzeln verstellbaren Elementen; Aufbau eines geregelten Kalibrierinnendrucks mit Druckluft im mbar-Bereich; definierte Verweildauer unter Wasser
- Luftkalibrierung: Aufnahme in einem (oder aus Zykluszeitgründen mehreren) Kalibriernestern; Aufbau eines geregelten Kalibrierdrucks oder Spüldrucks (Abfuhr von Wärmeenergie); definierte Verweildauer im Kalibriernest
- Kalibrierform: Erneutes Einformen des KKB in eine konturgefräste Kavität; Aufbau eines geregelten Kalibrier- oder Spüldrucks (Abfuhr von Wärmeenergie); definierte Verweildauer in der Kalibrierform

Es können auch Kombinationen der einzelnen Kalibrierungen in Reihe installiert werden, wenn das durch die Produktionsgeschwindigkeit notwendig wird.
In diesen Anlagen wird der KKB an den wichtigen Stellen – Anlage- und Montageflächen – in Form gehalten. Während der Abkühlphase des heißen KKB würde sich sonst eine unkontrollierte Verformung durch Schwindung einstellen und er könnte nicht mehr im Fahrzeug montiert werden. Weitere mögliche Fehler durch nicht ausreichende Kalibrierung können zum Beispiel schwankende Volumina infolge von Einfallstellen sein.
In weiteren Arbeitsschritten werden Löcher geschnitten, um die Kraftstoffpumpe und den Geber für die Kraftstoffanzeige einzusetzen und Nippel anzuschweißen. In den KKB gefallene Späne müssen vor der weiteren Montage entfernt werden. Außerdem können weitere Bauteile wie Halter, Winkel, Clips und das Einfüllrohr angebracht werden. Nach vollständiger Montage der Anbauteile erfolgt eine Dichtheitsprüfung.

## Funktionsweise Kraftstoffbehälter

### Betankung

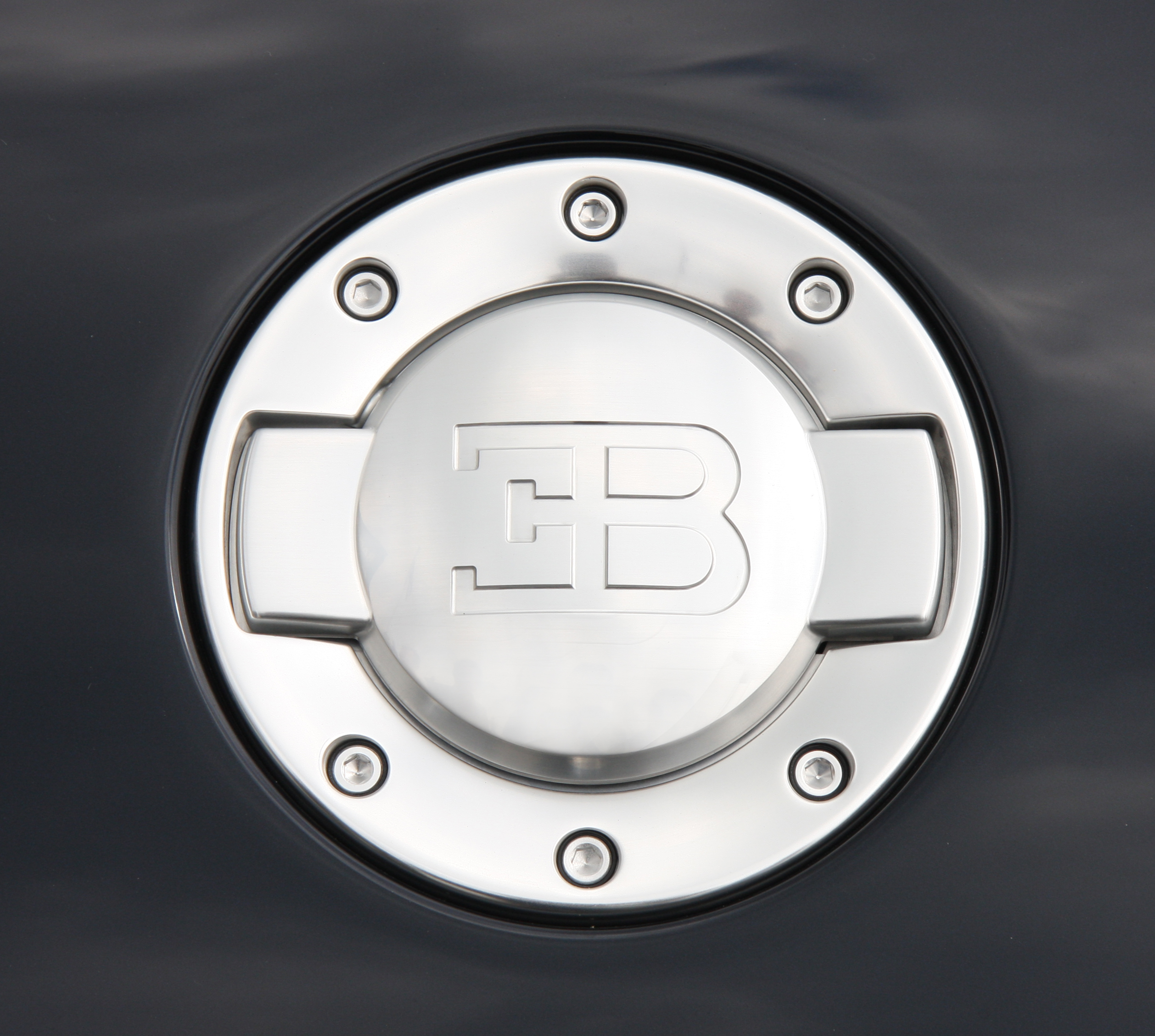
Tankverschluss eines Bugatti Veyron EB – Ettore Bugatti

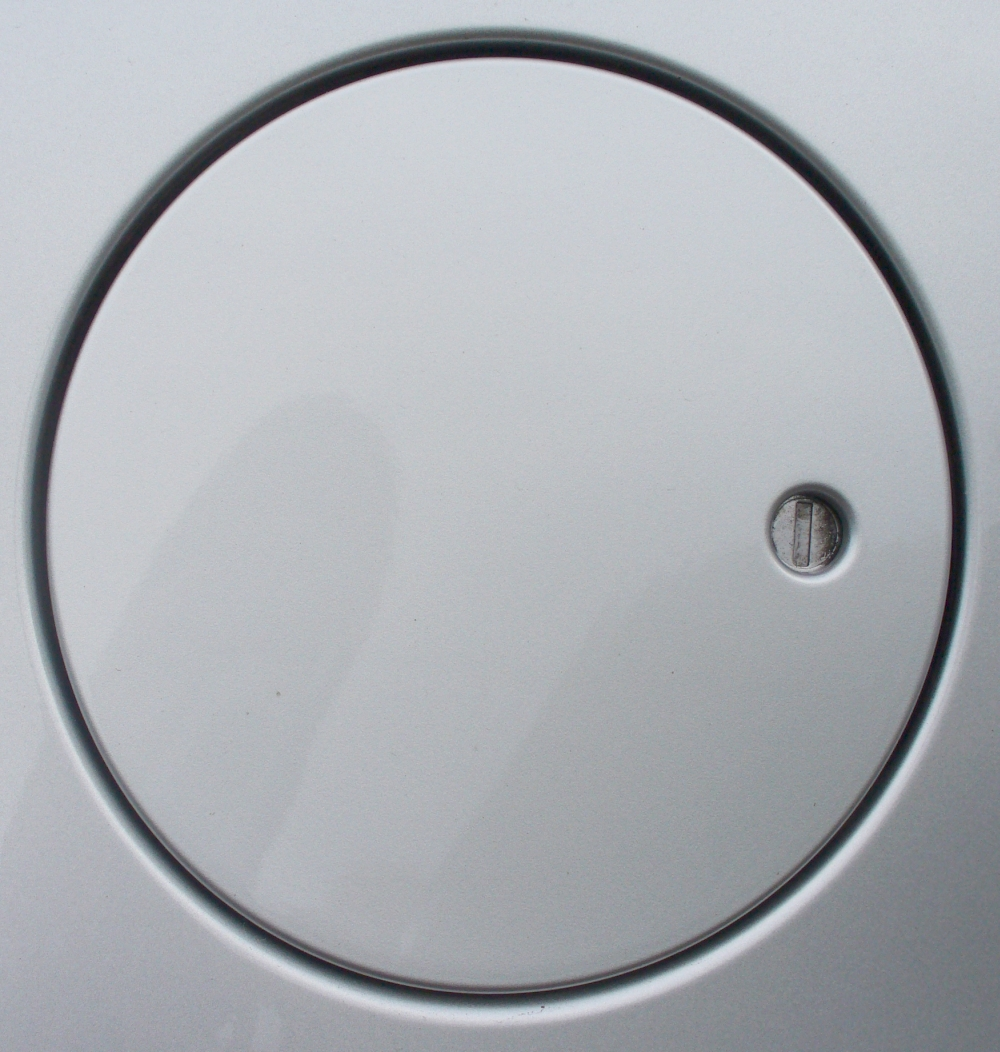
Tankklappe eines Kraftfahrzeugs

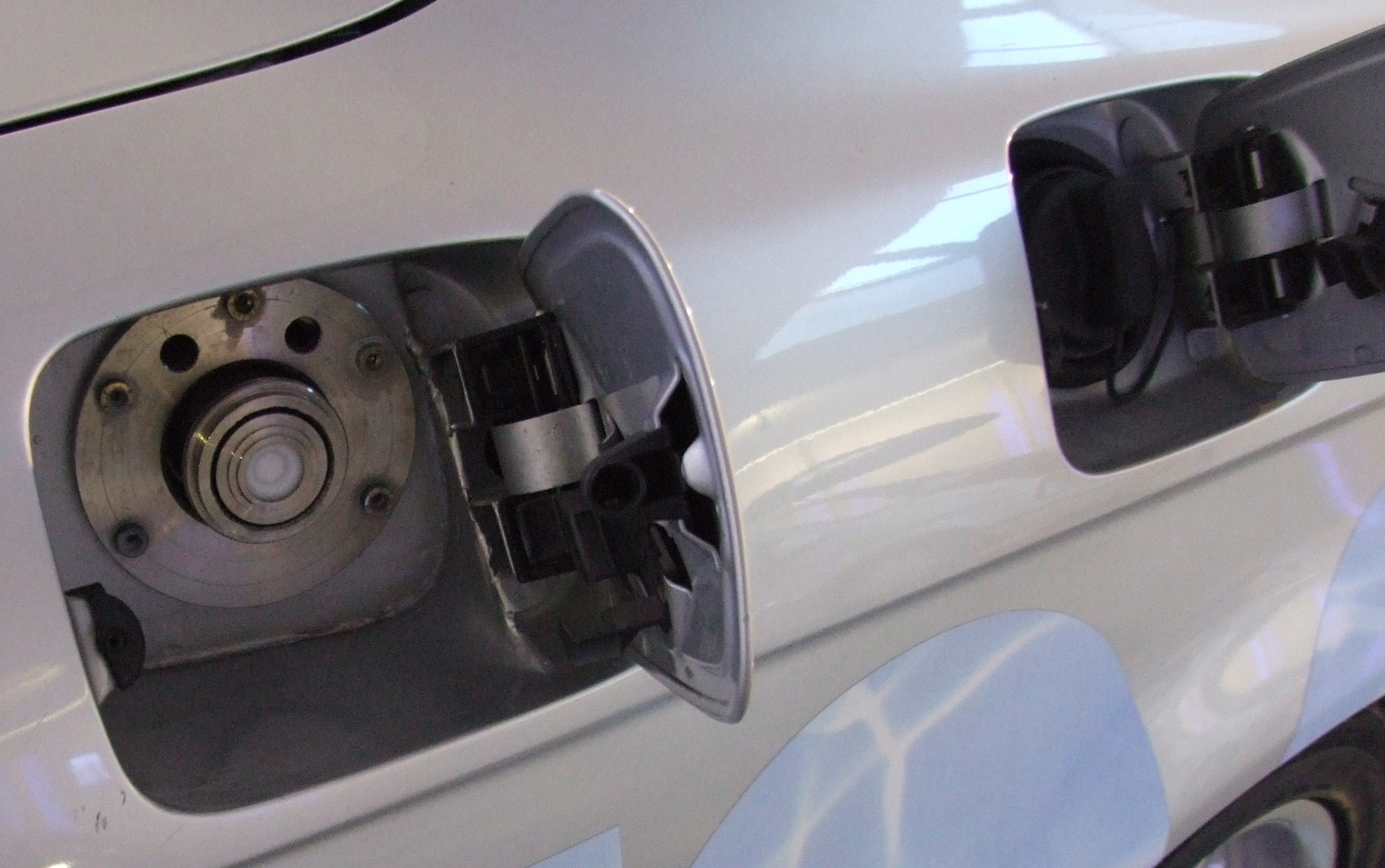
Links: Wasserstoffeinfüllstutzen eines BMW, rechts: herkömmlicher Tankstutzen

Über den Einfüllstutzen und das Einfüllrohr fließt der Kraftstoff, Benzin oder Diesel, in den Behälter. Die darin enthaltene Luft entweicht über den Nippel der Tankentlüftung (→ Kraftstoffverdunstung) nach außen. Vor allem beim leichter flüchtigen Benzin wird in modernen Tankstellen der Benzindampf vom geringer werdenden Gasraum im Fahrzeugtank über eine eigene dünnere Leitung in Zapfsäule und -schlauch in den unterirdischen Lagertank rückgeführt, wo der Gasraum entsprechend wächst. Dieses Gaspendelsystem wird auch beim Nachfüllen der Erdtanks und der Lieferfahrzeuge angewandt und geschieht aus Gründen der Luftreinhaltung, der Verringerung von Brandgefahr und der deutlichen Reduzierung von Umfüllverlusten. Der Betankungsentlüftungsnippel auf dem Tank muss so positioniert sein, dass das Füllvolumen bei einer 4°-Neigung des Fahrzeuges während der Betankung immer gleich bleibt. Außerdem muss der Querschnitt so ausgelegt sein, dass eine Füllgeschwindigkeit von 50 Litern pro Minute erreicht werden kann. Dieser ist ein Prüfwert verschiedener Automobilhersteller, da die Füllgeschwindigkeit bei öffentlichen Zapfsäulen wesentlich niedriger ist.
Wenn der einfließende Kraftstoff beziehungsweise von diesem aufsteigende Gasblasen im Einfüllrohr nach oben steigen und die Zapfpistole erreichen, schaltet diese ab, und der Tank ist gefüllt. Deshalb kann nach dem ersten Abschalten der Zapfpistole immer noch nachgetankt werden, da sich die Kraftstoffoberfläche beruhigt hat und keine weiteren Gasblasen durch Verwirbelung des einströmenden Kraftstoffes entstehen. Bei Kraftstofftankanlagen von Nutzfahrzeugen bei einem Tankvolumen von 1000 Litern und mehr ist das Nachtanken nach dem Abschalten die Regel. Der Durchmesser der Tanköffnung ist etwa 10 Zentimeter und die Zapfpistole kann schlecht positioniert werden. Ebenso sind die Verwirbelungen extremer. Das Nachtanken ermöglicht eine Mehraufnahme nach dem Abschalten von bis zu 150 Litern, sprich einer Fahrstrecke von über 400 Kilometern.

### Betrieb des Tankes
Um die Ausdehnung des Kraftstoffes bei Erwärmung auffangen zu können, wird entweder der Kraftstoffbehälter etwa 15 bis 20 % größer als das angegebene Füllvolumen ausgelegt oder es existiert ein zusätzliches sogenanntes Expansionsvolumen. Bei einem Nennvolumen = Tankinhalt von 60 Litern bedeutet das ein Volumen des Kraftstoffbehälters von etwa 70 Litern.
Die Entlüftung des Tankes während des Betriebes erfolgt durch die Betriebsentlüftung, auch Kraftstoffverdunstungsanlage genannt, die einen kleineren Durchmesser als die Betankungsentlüftung hat. Der Betriebsentlüftungsnippel ist im Allgemeinen am höchsten Punkt des Tankes angebracht. Bei der Betankung darf die Betriebsentlüftung nicht geöffnet sein, da sonst der Tank bis zu seinem maximalen Volumen befüllbar wäre. Wenn sich nun bei Sonneneinstrahlung der Kraftstoff ausdehnen würde, könnte er bis zum Aktivkohlefilter fließen und diesen zerstören.
Die Betriebsentlüftung führt zum Aktivkohlefilter, um die Kohlenwasserstoffe nicht in die Umwelt gelangen zu lassen. Wie bereits an anderer Stelle erwähnt, wird der Aktivkohlefilter während des Betriebes über ein elektronisch gesteuertes Ventil abhängig von der Motorsteuerung und den Lastzuständen des Motors von den angereicherten Kohlenwasserstoffen geleert. Dazu wird die Verbindung zum Kraftstofftank mit dem Ventil verschlossen, um dort keinen Unterdruck zu erzeugen. Die Ansaugung der Luft zum Leeren des Aktivkohlefilters erfolgt über eine separate Frischluftöffnung am Filtergehäuse. Um zu verhindern, dass bei einem Fahrzeug-Überschlag Kraftstoff in den Aktivkohlefilter läuft und damit über die Frischluftöffnung des Filters in die Umwelt austritt, ist in der Leitung ein Roll-Over-Valve, ein Überschlag-Ventil installiert.
Der Verschluss der Betriebsentlüftung während des Betankens erfolgt entweder durch einen mechanischen Hebel, der durch den Tankdeckel betätigt wird, oder durch ein elektronisch gesteuertes Ventil in der Leitung zum Aktivkohlefilter.

## Umweltanforderungen
Aufgrund immer strenger werdender gesetzlicher Vorschriften, vor allem in den Vereinigten Staaten und dort im Speziellen Kalifornien, muss die Emission von Kohlenwasserstoffen immer weiter reduziert werden. Die Zulassung und somit der Verkauf von Fahrzeugen in Kalifornien hängt von der Emission dieser Kohlenwasserstoffe ab. Das gilt für das Gesamtfahrzeug – nicht nur für den Kraftstofftank und die Leitungen. Diese Forderungen werden nach und nach auch in Europa bindend, so dass bei der Entwicklung und Herstellung von Kraftstofftanks die Materialauswahl eine zunehmende Rolle spielt.
Der normalerweise für den Tank verwendete Kunststoff HDPE ist für Kohlenwasserstoffe auf Molekülebene durchlässig. Die Anreicherung des HDPE mit Kraftstoff ist auch ein Problem für das Recycling, da sich die Wände des Tanks mit den Kohlenwasserstoffen „vollsaugen“. Um das zu verhindern, gibt es mehrere Möglichkeiten:
- Eine mögliche Methode ist das Fluorieren der Tankinnenseite während des Aufblasvorganges. Dazu wird der vollständig aufgeblasene Tank mit Fluor gespült und anschließend mit Stickstoff vom Fluor gereinigt. Das Fluor bildet eine Schutzschicht auf der Innenseite des Tankes und reduziert die Emission der Kohlenwasserstoffe. Diese Technik ist, obwohl noch gebräuchlich, bereits seit Jahren veraltet. Sie erfüllt die an neuzeitliche Kraftstofftanks gestellten Anforderungen nicht mehr.
- Eine weitere veraltete Technik ist die Verwendung von Selar, eine mechanische Mischung aus PE und PA, da sich die beiden Kunststoffe aufgrund ihrer Molekülstruktur nicht miteinander verbinden lassen. Ein Granulat-Gemisch dieser Kunststoffe wird in den Extruder eingefüllt und somit mechanisch vermischt. PA hat den Vorteil, dass die Kohlenwasserstoffe nicht hindurchdiffundieren und somit auch bei Selar die Diffusion reduziert wird. Die PA-Molekülketten sind dabei als eingelagertes Labyrinth im PE vorstellbar.
- Allgemein üblich ist heute die Verwendung von Mehrschichttanks – Multilayertanks. Die Wand eines solchen Tankes besteht von außen nach innen aus schwarzem PE, Haftvermittler, [Ethylenvinylalkohol]-Copolymer (EVOH), Haftvermittler, Regranulat aus PE und naturfarbenem = weißlichem PE. Der Haftvermittler wird zur Herstellung einer chemischen Verbindung zwischen PE und EVOH benötigt.

## Testverfahren Kunststoffkraftstoffbehälter
Kunststoffkraftstoffbehälter sind verschiedenartigsten Belastungen ausgesetzt. Um diese bei Neuentwicklungen zu simulieren, gibt es unterschiedliche Prüfungen, von denen hier zwei exemplarisch beschrieben werden. Speziell für die Überprüfung der oben erwähnten Kohlenwasserstoffanreicherung und Diffusion gibt es noch eine Reihe weiterer Tests, die sich über mehrere Wochen erstrecken.
- Falltest: Die Blase des KKB wird mit Glycerin befüllt (Nennvolumen) und auf −40 °C abgekühlt. Anschließend wird sie aus einer bestimmten Höhe fallen gelassen. Bei diesem Falltest dürfen keine sichtbaren Risse oder Brüche an der Sichtseite des Rohlings auftreten.
- Brandtest nach ECE R34: Der komplett montierte Kraftstoffbehälter wird in ein Fahrzeug eingebaut – meist nur der Hinterwagen – und dann für zwei Minuten einem offenen Feuer über einem Rost ausgesetzt. Bei diesem Brandtest dürfen am Tank und am Einfüllrohr keine Leckstellen entstehen.